# Волчий Брод (Иркутская область)
Во́лчий Брод — деревня в Нижнеудинском районе Иркутской области. Входит в состав Чеховского муниципального образования.

## География
Деревня находится на берегу реки Шемелев, расстоянии 55 км к юго-востоку от города Нижнеудинск, административного центра района.

## История
Деревня основана в конце XIX века для переселенцев из европейской части Российской империи.

## Население
| 2002 | 2010 | 2011 | 2012 |
| ---- | ---- | ---- | ---- |
| 52   | ↘29  | →29  | ↘25  |